# Coelioxys ljuba
Coelioxys ljuba là một loài Hymenoptera trong họ Megachilidae. Loài này được Toro & Fritz mô tả khoa học năm 1991.